# Foolad Shahr Stadium
Das Foolad Shahr Stadium bzw. Fuladschahr-Stadion (persisch ستاديوم فولادشهر) ist ein Fußballstadion in der iranischen Provinz Isfahan. In ihm finden die Heimspiele des Fußballvereins Zob Ahan Isfahan statt, der in der ersten iranischen Fußballliga spielt. Die Anlage fasst ca. 15.000 Menschen und wurde 1998 erbaut.